# 100 años de literatura en Guantánamo
100 años de literatura en Guantánamo un recorrido por el acontecer literario de Guantánamo propicia detectar un progreso en su producción desde su creación como Villa en 1870 hasta nuestros días. Pero en este trabajo solo se abordará el siglo XX.

## Reseña
La región de Guantánamo en un tiempo fue valorada como la provincia cabecera en elementos como la moda y la música, apoyada por su municipio insigne Baracoa. Pero, en cuanto a la literatura nunca ha tenido un historial como para hacer grandes antologías, el “boom” de la literatura en la provincia se dará a finales del siglo XX e inicios del XXI.

## Algunos escritores
Antes de la Revolución cabe destacar algunas figuras que a pesar de las dificultades lograron publicar al menos un título, entre ellos podemos encontrar a Víctor, Manuel Fuentes Castillo, Ernesto Fuentes Matute, Luis Morlote, Ricardo Espino, y otros; que en escasas ocasiones se acercaban lo que estaba ocurriendo en el país en el ámbito literario. La única persona que sobresalió por la profundidad, el erotismo y firmeza en sus escritos fue Regino E. Boti, autor de "El mar y la montaña" (1921), "La torre del silencio" (1926), Kodak – ensueño (1929) y Kindergarten (1930) que, a juicio de Fernández Retamar, lo convierte en el poeta más dinámico en Cuba, y en uno de los más ambiciosos en el contexto latinoamericano.
Aunque estos primeros años del siglo fueron fructíferos para publicaciones e instituciones vinculadas al ámbito literario, dígase Debates, Chic, Lauros, El Veterano, Sociedad de Conferencias de Guantánamo, Círculo Artístico Literario, este arte no despuntó.

## Hasta 1958
En este largo período republicano que se extiende hasta 1958, se publican en la ciudad muchos libros, cuadernos y folletos que giraban en torno a memorias, historia y algún que otro poema, género que predominaba en el quehacer literario guantanamero.